# Bohumil Šimon (bezpartijní politik)
Bohumil Šimon (7. srpna 1920 – ???) byl český a československý politik a bezpartijní poslanec Sněmovny lidu Federálního shromáždění za normalizace.

## Biografie
K roku 1971 se profesně uvádí jako dělník. Po volbách roku 1971 zasedl do Sněmovny lidu (volební obvod č. 116 - Frýdlant nad Ostravicí, Severomoravský kraj). Poslanecký slib složil až dodatečně v říjnu 1972. Ve FS setrval do konce funkčního období, tedy do voleb roku 1976.